# Ilia (okręg Hunedoara)
Ilia – wieś w Rumunii, w okręgu Hunedoara, w gminie Ilia. W 2011 roku liczyła 1622 mieszkańców.